# La prima gratta
La prima gratta è il primo album del cantautore novarese Bugo pubblicato nel dicembre del 2000.

## Descrizione
L'album è composto da canzoni registrate in parte da Bugo stesso e in parte in diversi piccoli studi di registrazione. Le registrazioni realizzate da Bugo vengono fatte in casa attraverso l'utilizzo di un registratore a nastro 4 tracce.
Secondo il sito Sentireascoltare.com, "è un album folk come non se ne sentivano da anni in Italia, anzi forse è la prima raccolta di canzoni solitarie a sprizzare noia giovanile dopolavorista apolitica mai apparso"
La canzoni hanno un carattere perlopiù cantautorale, con divagazioni nel rock e nell'elettronica.
In questo album inizia la collaborazione con Roberto Rizzo, tastierista e produttore con il quale verrà registrato il successivo disco di Bugo "Sentimento westernato" e che sarà fonico live di Bugo per alcuni anni. Nel disco troviamo anche Cristian Dondi, vecchio amico di Cerano già batterista nei Quaxo (la band di Cerano formata anni prima da Bugo) e che suonerà la batteria con Bugo per diversi anni e che per Bugo realizzerà alcuni videoclip.
All'interno della prima stampa del CD c'era un adesivo che riportava la scritta "IO MI BUGO", sigla sotto la quale Bugo per tanti anni svolgerà le attività legate al fanclub.
Per quel che riguarda la edizioni, le canzoni del disco sono edite da Universal Music Publishing, che ha acquisito i diritti editoriali nel 2002.

## Stampe
La prima e unica stampa del disco in CD risale al dicembre del 2000, e avviene attraverso la collaborazione tra due etichette indipendenti, la Snowdonia e Bar La Muerte. 
La grafica di copertina è opera dei titolari dell'etichetta Snowdonia, e raffigura su fondale verde accesso alcune auto stilizzate, a richiamare il titolo "La prima gratta" ("la prima" intesa come la prima marcia del cambio dell'auto).
Attualmente il CD è reperibile solo attraverso il mercato dei collezionisti. L'album è su YouTube intero.

## Tracce
1. Quante menate che mi faccio
2. I baci della mia nonna
3. Solitario
4. Oggi come sto
5. Sabato mattina
6. ...nca il tempo
7. Il cellulare è scarico
8. Nonne posso più
9. Raggio laserr
10. Gocce di wita
11. Spermatozoi
12. Cicca nei capelli iea!
13. Aspettando il verde
14. Potrebbe andar meglio
15. Malecanevirtuale
16. Nei momenti così
17. Una bottiglia di uischi
18. Addio alle canzoni di una volta
19. Ragazza cuboide (provino '98)
20. Paranoia
21. Ne vuoi ancora? (che ore sono?)

## Crediti
- Bugo - voce, chitarra, basso, batteria, produzione
- Fabio Bielli - basso su 1, 16
- Roberto Rodonò - batteria su 1
- Bruno Dorella - batteria su 5
- Roberto Rizzo - tastiere su 5; registrazione su 1, 3, 5, 16
- Fabio DeGiorgi - basso su 8, 17, 21; (accreditato come Gagio De Forbis)  registrazione su 4, 7, 8, 14, 17, 21
- Dusco - chitarra su 8; chitarra e cori su 12
- Andrea Bellingardo - tromba su 10
- a034 - producer (superecospaziolizzatore) su 10, producer (riverberolizzatore) su 15
- Daniele Malavasi - batteria su 16
- Cristian Dondi - batteria 17 e 21; cori su 21
- Maisie - grafica